# Idia-Elfenbeinanhänger

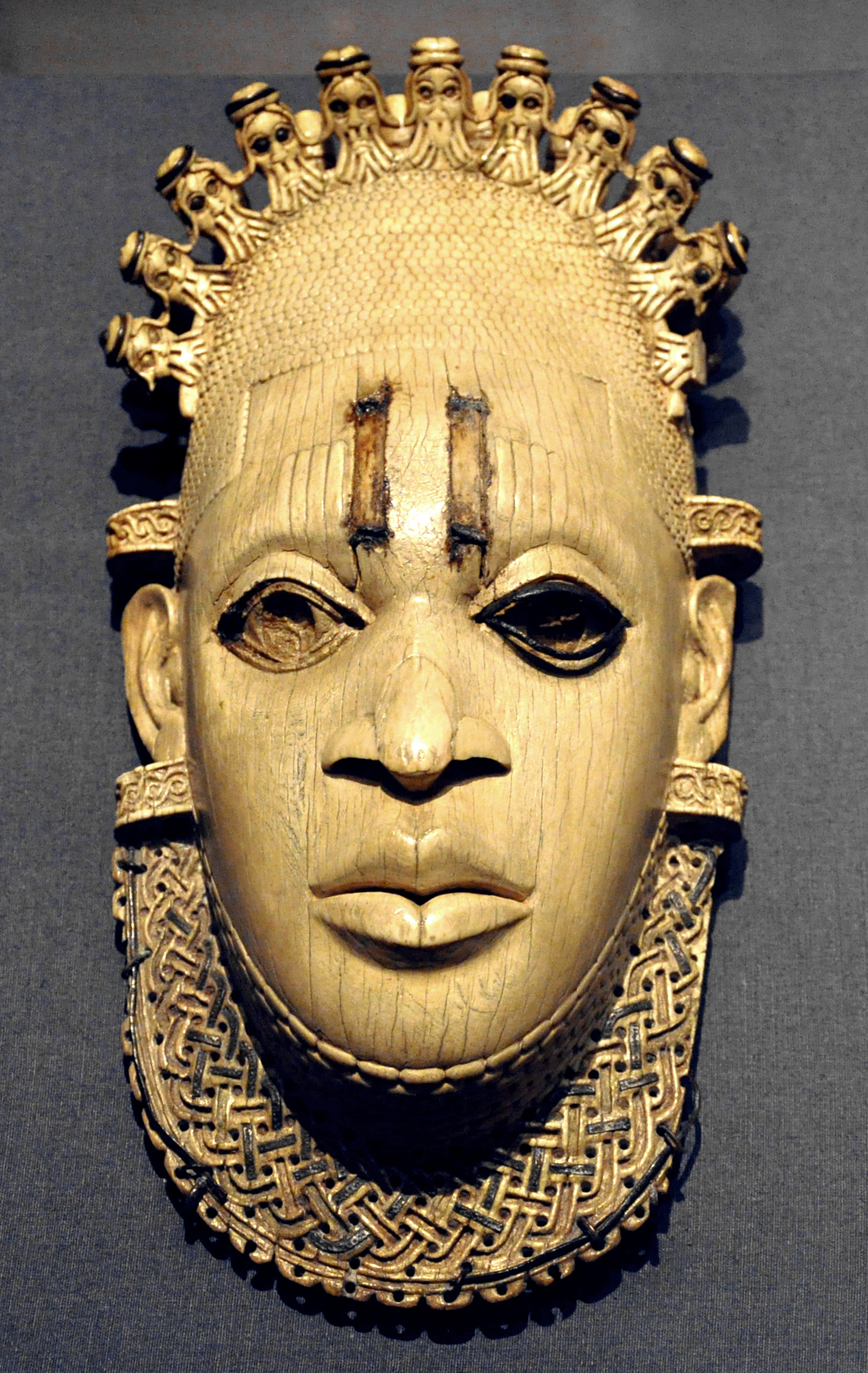
Elfenbeninanhänger im British Museum, 16. Jahrhundert

Die Idia-Elfenbeinanhänger (Uhunmwun-Idia in der Sprache Edo) sind fünf im 16. Jahrhundert aus Elfenbein geschnitzte Anhänger in Form von Miniaturmasken, die der Oba (König) des Königreichs Benin als mächtige Schutzobjekte bei Zeremonien wie dem jährlichen Igue-Fest trug. Sie stellen Idia dar, die als erste Frau in Benin den Titel Iyoba (Königinmutter) führte. Die Anhänger sind die berühmtesten und augenfälligsten Darstellungen von Frauen in der höfischen Kunst des Königreichs Benin.
Die fünf Anhängermasken wurden bei der Eroberung und Plünderung von Benin City 1897 im Rahmen einer „Strafexpedition“ der Briten in einer Truhe im Schlafgemach des damaligen Oba von Benin gefunden und als persönliche Beute beteiligter Offiziere nach England mitgenommen. Die einzelnen Anhänger, die zu den Benin-Bronzen gerechnet werden, wechselten im Laufe der Jahre mehrfach den Besitzer. Vier von ihnen befinden sich heute in europäischen und amerikanischen Museen: im British Museum in London, im Metropolitan Museum of Art in New York City, im Seattle Art Museum und in der Al Thani Collection in Paris. Im Dezember 2022 wurde der fünfte Elfenbeinanhänger aus dem Linden-Museum in Stuttgart von Deutschland an Nigeria restituiert.
1956 identifizierte Oba Akenzua II. Idia als die Frau, die die Elfenbein-Anhänger darstellen. Insbesondere der Elfenbeinanhänger, der sich im British Museum in London befindet, ist für die Bevölkerung in Nigeria und Westafrika zu einem Schlüsselsymbol geworden. Nigeria wollte 1977 diese Maske für das zweite Weltfestival für afrikanische Kunst FESTAC 77 ausleihen, was verweigert wurde. Daraufhin ließ der Oba von Benin eine Kopie anfertigen, die die Vorlage für das FESTAC-Symbol wurde. Die Idia-Maske in der Form des FESTAC-Symbols ist zu einem Symbol Afrikas geworden – in Nigeria und Westafrika, in der afrikanischen Diaspora und in der gesamten Welt.

## Bezeichnungen
Der Begriff für Anhängermasken lautet in Edo, der Sprache Benins, übergreifend Uhunmwu-Ẹkuẹ, doch jeder Anhänger hat in Abhängigkeit vom abgebildeten Thema einen anderen Namen. Die Anhänger, die die Iyoba Idia abbilden, werden Uhunmwun-Idia genannt.
Im Deutschen und Englischen hat sich kein einheitlicher Name für die Idia-Elfenbeinanhänger durchgesetzt. In seinem 1919 veröffentlichten umfassenden Überblick über die Benin-Bronzen bezeichnete sie der Ethnologe Felix von Luschan sowohl als Masken als auch als Elfenbeinanhänger. In späteren wissenschaftlichen Veröffentlichungen wurden wahlweise die Begriffe Elfenbeinmaske, Miniaturmaske, Anhängermasken, Elfenbeinanhänger, Hüftanhänger oder -maske verwendet. Die Kunsthistorikerin Bénédicte Savoy bezeichnete den Anhänger in ihrem Buch Afrikas Kampf um seine Kunst von 2021 als (Queen) Idia-Maske. In der Berichterstattung zur Rückgabe des Anhängers aus dem Linden-Museum nach Nigeria herrschte allgemein der Begriff „(Elfenbein-) Maske“ vor.

## Entstehung und Hintergrund

### Historischer Kontext
Die fünf Elfenbeinanhänger, die Idia darstellen, wurden im 16. Jahrhundert geschaffen. Sie gehörten zur höfischen Kunst, die in Benin im Hofalltag oder im rituellen Zusammenhang unterschiedliche Funktionen erfüllten. Die Anhänger wurden vermutlich von Elfenbeinschnitzern der Igbesanmwan-Gilde geschaffen, die der Überlieferung zufolge noch in der Zeit von Ogiso Ere, also bis zum 12. Jahrhundert, gegründet wurde. Im 15. Jahrhundert förderte Oba Ewuare die Elfenbeinschnitzerei besonders. Die Mitglieder der Gilde arbeiteten ausschließlich für den Oba.
In Benin wurden bei Zeremonien oft Hüftanhänger (Uhunmwu-Ẹkuẹ in Edo) aus Gelbguss oder Elfenbein getragen. Die Hüftanhänger stellen menschliche oder tierische Köpfe dar, weshalb sie oft als Masken bezeichnet werden, obwohl sie nicht zur Bedeckung des Gesichts verwendet wurden. Reliefplatten oder geschnitzte Motive auf Elefantenstoßzähnen auf Altären zeigten oftmals Darstellungen davon, wie diese Objekte am Gürtel getragen oder an der Hüfte aufgehängt wurden, weshalb sie auch oft als „Hüftmasken“ bezeichnet werden. Es war und ist kulturell reguliert, wer Hüftanhänger aus welchem Material und mit welcher Ikonographie tragen durfte. Elfenbeinmasken waren hochrangigen Ezomo oder Iyase vorbehalten, die Idia-Anhänger dem Oba.

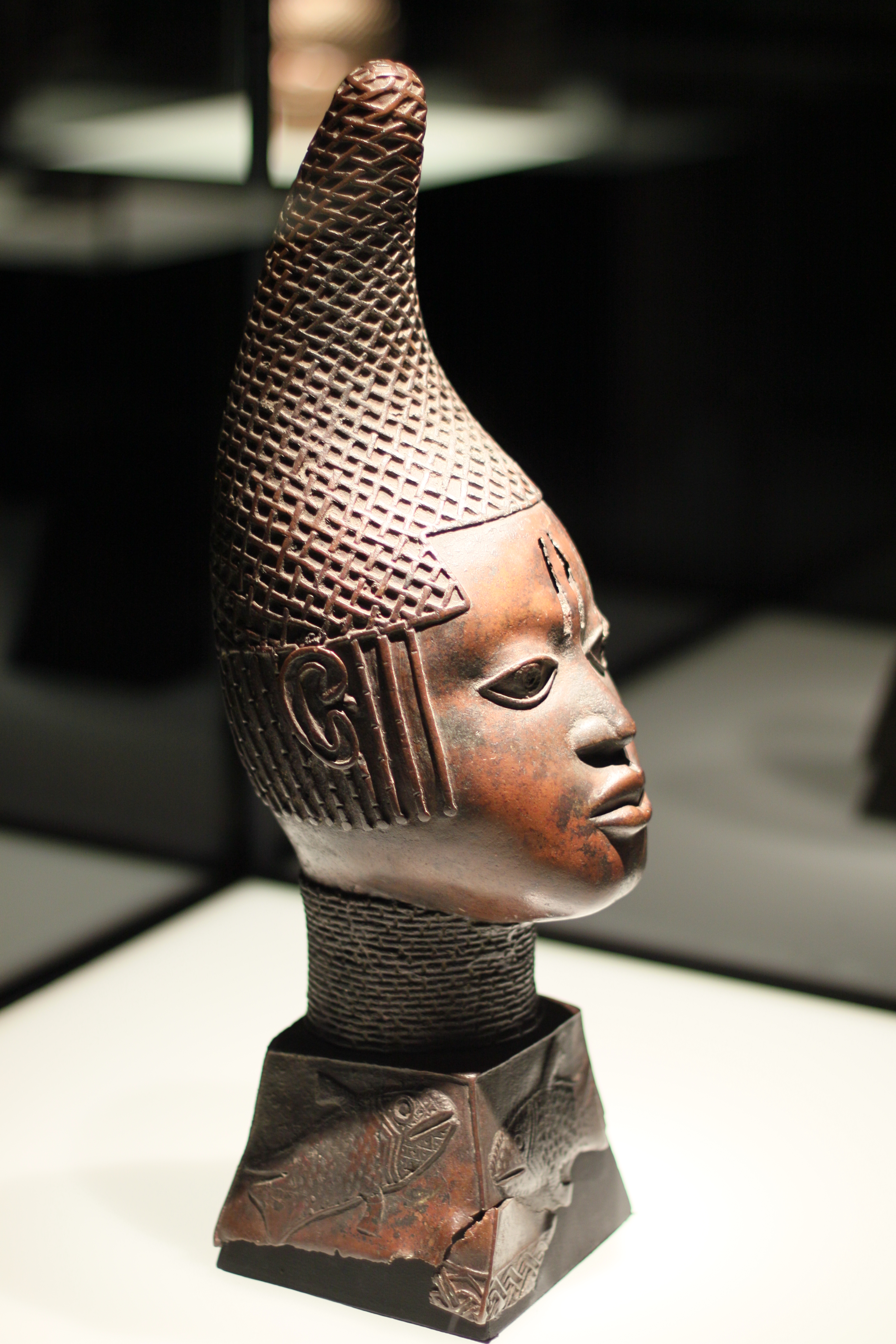
Gedenkkopf für die Iyoba Idia, 16. Jahrhundert, im Ethnologischen Museum Berlin

Den Idia-Anhängermasken wurde eine Unheil abwendende Wirkung zugeschrieben. Sie bilden Idia nicht nur einfach ab, sie sollten die Iyoba Idia beschwören. Der Oba trug sie als mächtige Schutzobjekte während Zeremonien wie dem jährlichen Igue-Fest, bei denen er übernatürliche Kräfte beschwor. In der Wissenschaft gibt es unterschiedliche Standpunkte, ob der Oba sie um den Hals oder an der Hüfte trug. Die fehlenden Befestigungsstege und die Patina auf der Rückseite des Anhängers, der sich ehemals im Linden-Museum befand, sprechen gegen ein Tragen als Hüftmaske. Die herausnehmbaren Stifte im Kronreif der Masken dienten als Stöpsel für geheime „Medizin“-Behälter, deren Inhalt den Oba beschützen sollte, wenn er die Anhänger bei zeremoniellen Anlässen trug. Damit hatten die Masken eine doppelte Funktion: Sie dienten als Gegenstände mit schützenden Zauberkräften und sie erinnerten an historische Ereignisse, die sich zur Blütezeit des Königreichs zugetragen hatten.

### Rolle der Iyoba Idia im Königreich Benin
Das Gesicht mit den zwei Markierungen auf der Stirn, der Symbolcharakter der Masken und die mündlich überlieferte Tradition verweisen darauf, dass die Masken die Iyoba Idia darstellen. Idia war als erster Frau im Königreich Benin von ihrem Sohn, dem Oba Esigie, der Titel Iyoba (Königinmutter) verliehen worden, womit eine Tradition begründet worden war. Idia gilt in Benin bis heute als „die einzige Frau, die in den Krieg zog“, denn sie hatte ihren Sohn bei seinen Feldzügen mit Hilfe einer Armee und auch mit Medizin und Magie beigestanden. Für Idia wurden im 16. Jahrhundert zudem noch drei Gelbguss-Gedenkköpfe geschaffen.
Da die weiblichen Kennzeichen in den Maskenabbildungen zurückhaltend sind beziehungsweise fehlen, wurde in Europa, aber auch in Afrika außerhalb Benins lange angenommen, dass es sich bei der Darstellung um einen Mann handelt (zum Beispiel vom Archäologen Felix von Luschan oder vom Ethnologen Augustus Pitt-Rivers). Noch 1956/57 vertrat William Fagg vom British Museum die Ansicht, es sei eine Darstellung Oba Ozoluas, Idias Ehemann. Doch werden Männer mit drei Skarifikationszeichen über den Augen dargestellt, Frauen dagegen mit vier. Wegen der Portugiesenköpfe im Kronreif identifizierte Oba Akenzua II. im Jahr 1956 in einem Interview mit dem Nigerian Observer die Elfenbein-Masken als Darstellungen Idias.

## Beschreibung der Anhänger
Die fünf Anhängermasken sind alle aus Elfenbein in Form eines naturalistischen menschlichen Gesichts geschnitzt und weisen untereinander starke Ähnlichkeiten auf. Die Gesichter sind jeweils länglich-oval und werden von einem Kronreif geziert, der in manchen Darstellungen als Tiara-ähnliche Frisur beschrieben wird. Kinn und Wangen sind von Korallenketten umfasst und von einem Kragen umrahmt. Die Augenlider sind hervorgehoben, was ihrem Blick einen abgewandten Eindruck gibt. Die Pupillen und unteren Lidstriche sind durch Intarsien aus Eisen dargestellt, wodurch der Blick intensiviert wird. Die Nasenflügel sind etwas vergrößert und die vollen Lippen leicht geöffnet. Mit Ausnahme einer Maske ist der Haaransatz über der Stirn rechteckig ausrasiert. Die Gesichter haben auf der Stirn zwei vertikale balkenförmige Einschnitte, in die Eisen eingesetzt ist oder war. Über jedem Auge sind vier Skarifikationszeichen (Ziernarben) eingeritzt. Die Masken sind innen hohl.
| Maß    | Maske ehemals im Linden-Museum | Maske im British Museum | Maske im Metropolitan Art Museum | Maske im Seattle Art Museum | Maske in der Al Thani Collection |
| ------ | ------------------------------ | ----------------------- | -------------------------------- | --------------------------- | -------------------------------- |
| Höhe   | 21                             | 24,5                    | 23,8                             | 23,3                        | 21,7                             |
| Breite | 10                             | 12,5                    | 12,7                             | 12                          | 11,8                             |
| Tiefe  | keine Angabe                   | 6                       | 6,4                              | keine Angabe                | 4,5                              |

### Materialien und Schmuckmotive und ihre Bedeutung
Die Anhänger unterscheiden sich bei den verwendeten Schmuckmotiven. Die Schmuckmotive – Schlammfische, Portugiesenköpfe, Flechtbandmuster, Korallenperlen – haben alle eine Beziehung zum Meer. Nach den ersten Begegnungen Portugals mit Benin im späten 15. und im 16. Jahrhundert entwickelte sich in Benin ein neuer Reichtum. Laut der Anthropologin Paula Ben-Amos ließen sich die portugiesischen Reisenden, die von jenseits des Meeres kamen und Reichtum und Luxusgüter mitbrachten, leicht in die bestehende Ideenwelt Benins einbinden, die mit dem Gott Olokun, dem Herrscher über die Meere und dem Spender irdischen Reichtums, verbunden war. Die portugiesischen Seeleute wurden auf einer Vielzahl von Objekten (Armreifen, Plaketten, Glocken, Hüftanhänger, Elfenbeinstoßzähne) dargestellt. Im Allgemeinen wurden sie mit Bewohnern von Olokuns Welt wie dem Schlammfisch kombiniert. Das Bild der Portugiesen wurde so zu einem integralen Bestandteil eines visuellen Vokabulars von Pracht und Reichtum. Die Farbe Weiß, die für rituelle Reinheit steht und dem Gott Olokun zugeordnet ist, ist in Benin mit Elfenbein verbunden. Dieses Material ist nicht nur weiß, es stellte auch ein wichtiges Handelsgut Benins dar und stand so für den Reichtum Benins.
Die Schlammfische als Lebewesen, die im Schlamm am Übergang von Wasser und Erde leben, sind eine symbolische Referenz an den Status des Königs als Grenzgänger zwischen der natürlichen und übernatürlichen Welt. Diese Fische, die über längere Zeiträume hinweg ruhend überleben können, stehen auch für die Resilienz Idias.
Die portugiesischen Köpfe, die bei den Masken im Kronreif und in der Halskrause dargestellt sind, erinnern an die europäischen Soldaten, die Oba Esigie als Söldner bei seinen Vorstößen und Kriegen in den Norden des Königreichs begleiteten. Sie sollen darauf hinweisen, dass Idia die Begabung besaß, fremde Kräfte zugunsten ihres Sohns zu lenken. Das Flechtbandmuster stellt ein Netz aus Korallenperlen dar. Die Korallenperlen symbolisieren den Reichtum und den Segen durch Olokun, den Meeresgott. Die Verwendung von Korallenperlen ist dem Oba vorbehalten.

Verwendete Schmuckmotive
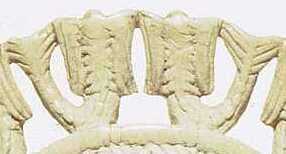
Stilisierte Schlammfische im Kronreif des Anhängers, ehemals im Linden-Museum
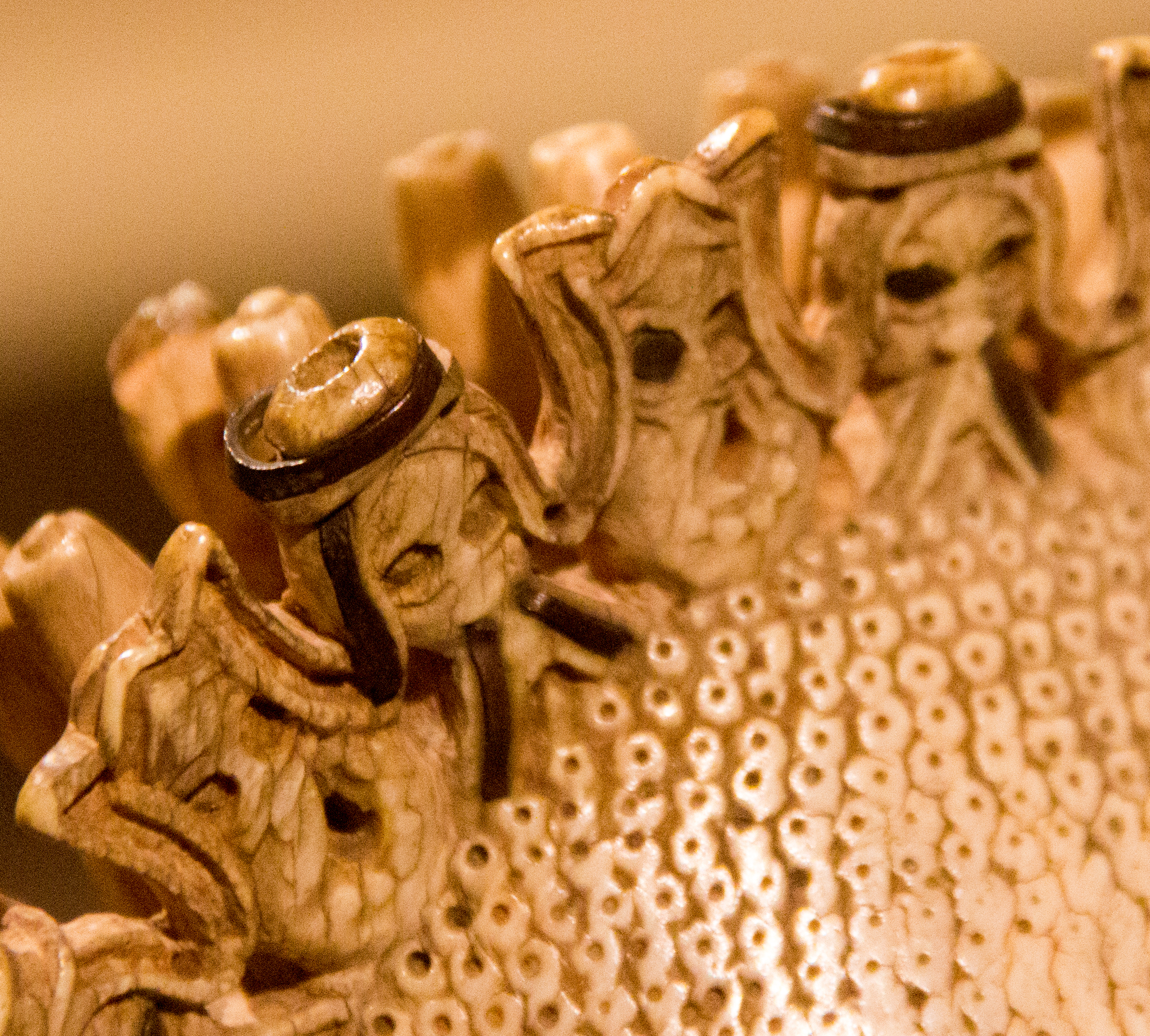
Portugiesenköpfe und stilisierte Schlammfische im Kronreif des Anhängers in der MET

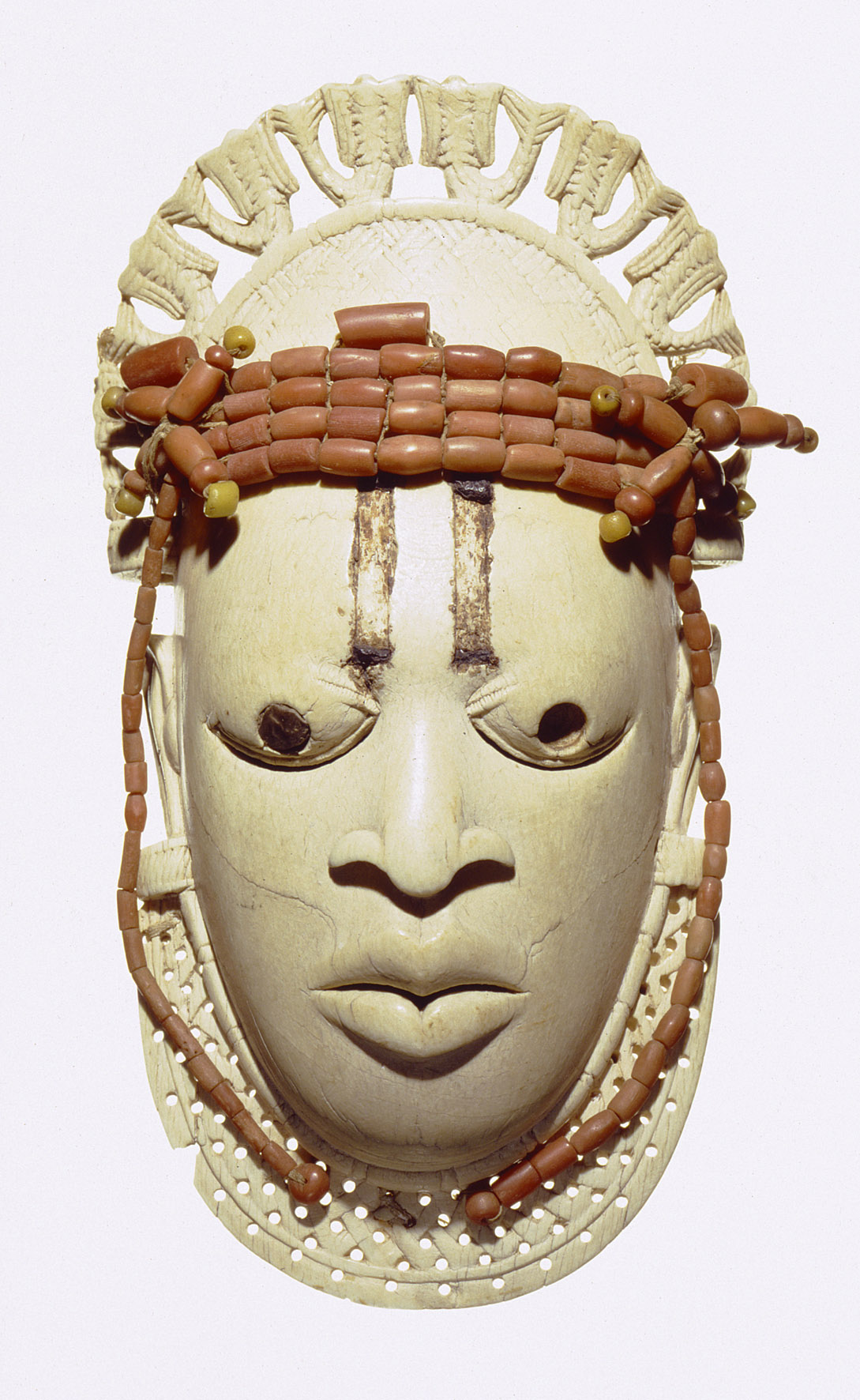
Elfenbeinanhänger, 16. Jahrhundert, ehemals im Linden-Museum, übergeben an Nigeria

| Schmuckmotiv     | Maske ehemals im Linden-Museum | Maske im British Museum | Maske im Metropolitan Art Museum | Maske im Seattle Art Museum | Maske in der Al Thani Collection |
| ---------------- | ------------------------------ | ----------------------- | -------------------------------- | --------------------------- | -------------------------------- |
| Portugiesenköpfe | /                              | im Kronreif             | im Kronreif und im Kragen        | /                           | /                                |
| Schlammfische    | im Kronreif                    | /                       | im Kronreif                      | /                           | /                                |
| Flechtbandmuster | im Kragen                      | im Kragen               | /                                | am Oberkopf und im Kragen   | am Oberkopf und im Kragen        |
| Korallenperlen   | im Stirnreif                   | /                       | /                                | /                           | stilisiert im Kronreif           |

### Überblick über die fünf Anhänger

#### Anhänger ehemals im Linden-Museum in Stuttgart, jetzt im Besitz Nigerias
Am Kronreif dieser Anhängermaske sind an einer Rosette an jedem Ende vier Korallenketten angebracht. Von den Rosetten hängt jeweils lose ein einzelner langer Strang von Korallenperlen herab. Der Schmuck aus Korallenperlen ist einmalig für diese Maske. Der Kronreif besteht aus einer Reihe stilisierter Schlammfische.
Dieser Anhänger ist stark abgenutzt und außerdem kleiner als die anderen. Daher wurde vermutet, dass er der älteste der fünf Anhänger ist.

#### Anhänger im British Museum in London
Der Kronreif dieser Maske ist in Form von elf portugiesischen Köpfen mit Bärten dargestellt, von denen einer abgebrochen ist. Die Hauben der Köpfe sind mit Kupferdraht umwickelt und von einem Kupferknopf gekrönt. Die Haare auf dem Oberkopf sind als feine, winzige Spiralen ausgebildet. Unterhalb des Kinns befindet sich ein mit Kupferlegierung eingelegter, dekorativ durchbrochener, gitterartiger Kragen. Auf jeder Seite des Gesichts, ober- und unterhalb der Ohren, sind zwei Aufhängeschlaufen ausgearbeitet.

#### Anhänger im Metropolitan Museum of Arts in New York
Die Maske, die sich heute im Metropolitan Museum of Arts (Met) in New York befindet, stammt vermutlich vom gleichen Schnitzer wie die Maske im British Museum. Diese Maske weist einen Kronreif auf, in dem sich stilisierte Schlammfische mit Köpfen portugiesischer Männer mit Bärten und breitkrempigen Hüten abwechseln. Hinter dem Reif liegen zwei Reihen von Stiften als Teil der Frisur. Wie bei der Maske im British Museum sind die Haare auf dem Oberkopf als feine, winzige Spiralen ausgebildet. Bei dieser Maske besteht auch der Kragen aus Portugiesenköpfen.
Der heute sichtbare Bruch in der Halskrause entstand nach 1919. Das Foto in Felix von Luschans Veröffentlichung entstand vor dieser Beschädigung.

Elfenbeinanhänger im Metropolitan Museum of Art, 16. Jahrhundert
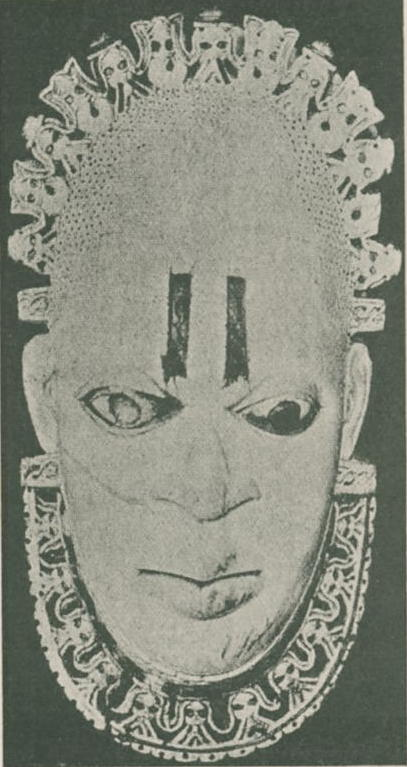
Abbildung 1919 bei Luschan
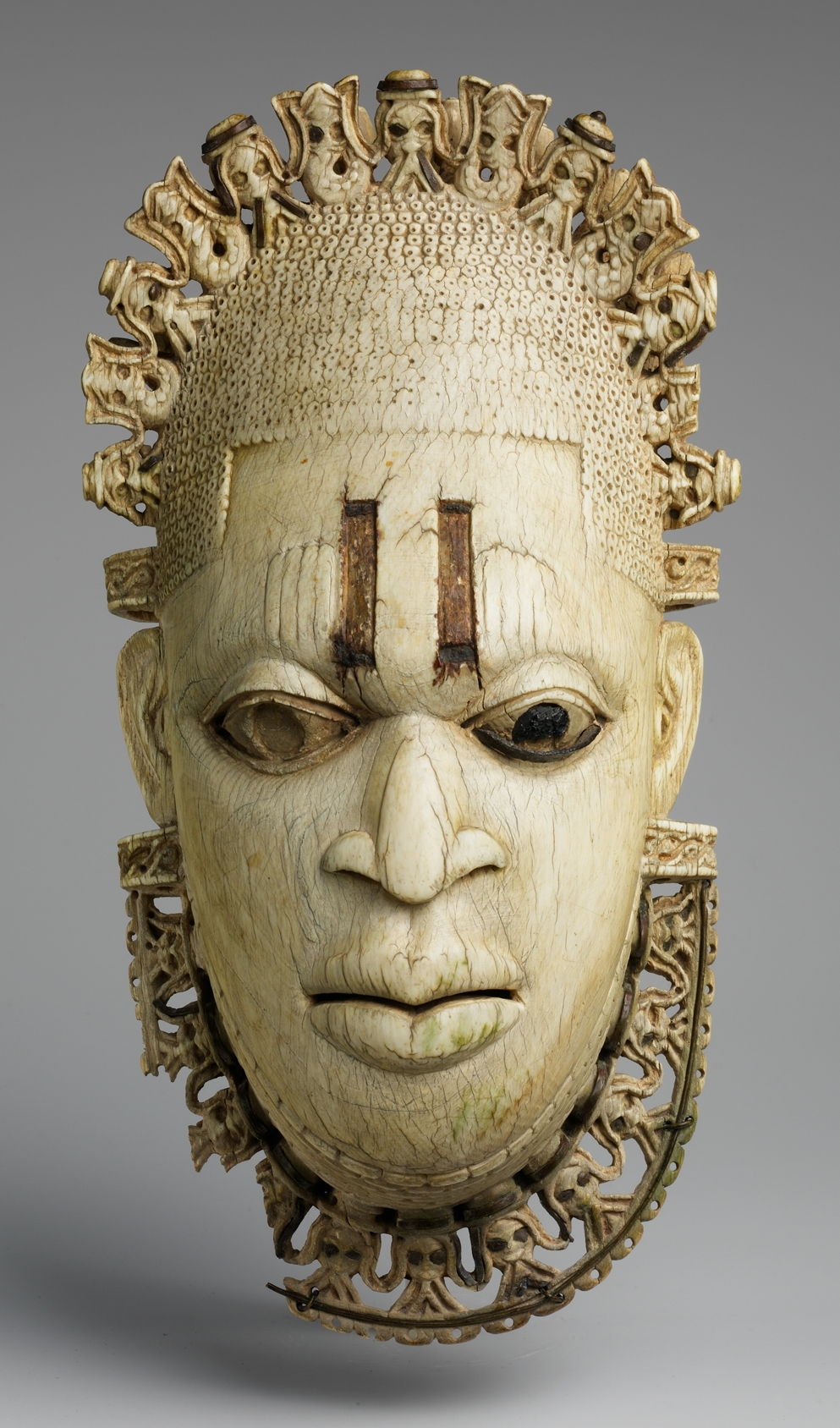
Vorderansicht
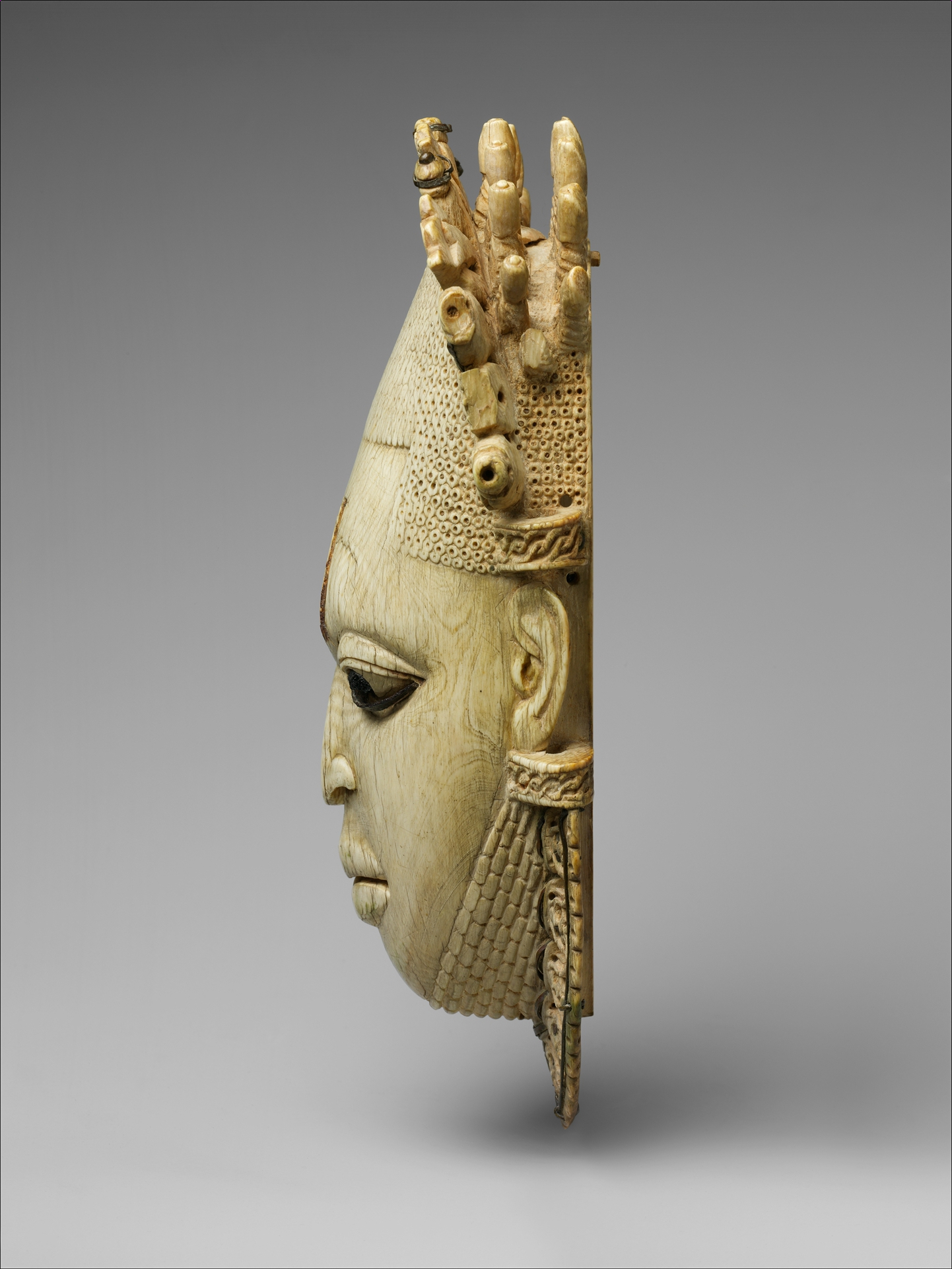
Seitenansicht

#### Anhänger im Seattle Art Museum
In der Gestaltung zeigt die Maske im Seattle Art Museum große Übereinstimmungen mit der Maske im British Museum. Der Oberkopf und die Halskrause sind gitterartig durchbrochen. Der Kronreif besteht aus drei Reihen abgerundeter Stifte, die Haarknoten oder -flechten andeuten. Einige der Stifte sind herausnehmbar. Der Gesamteindruck dieser Maske ist insgesamt schlichter als die der Masken im British Museum und in der Met.

#### Anhänger in der Al Thani Collection in Paris
Der Kronreif der Maske in der Al Thani Collection in Paris besteht aus einer Reihe von Vögeln mit ausgestreckten Flügeln. Die Vögel sind Ibisse, die in Benin als Vögel der Prophezeiung oder als Boten Gottes gelten. Sie sollen auf Idias Fähigkeit verweisen, das Schicksal zu verändern.
Der Leiter der Abteilung für afrikanische und ozeanische Kunst beim Auktionshaus Sotheby’s, Jean Fritts, der die Maske 2010 sah, sagte über sie: „It has an amazing untouched surface which collectors love, (…) Its honey colour attests to years of rubbing with palm oil.“ („Sie hat eine erstaunlich unberührte Oberfläche, die Sammler lieben, (…) Ihre honigfarbene Oberfläche zeugt von jahrelangem Reiben mit Palmöl.“)
Elfenbeinanhänger im Bestand der Al Thani Collection

Link zum Bild

Elfenbeinanhänger im Bestand des Seattle Art Museums

Link zum Bild

## Fund und Verbreitung

### Entdeckung der Idia-Elfenbeinanhänger während britischer „Strafexpedition“ 1897

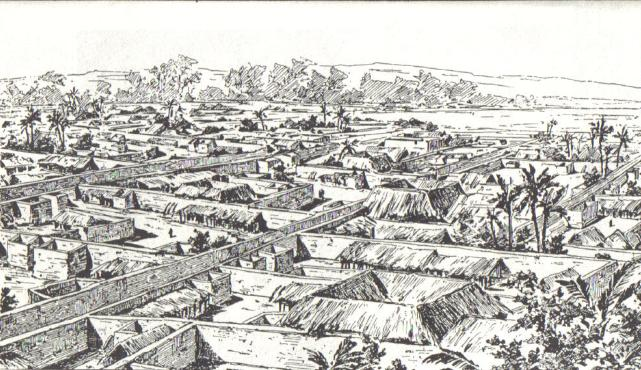
Benin City 1897 vor der Zerstörung durch britische Truppen, Zeichnung eines englischen Offiziers

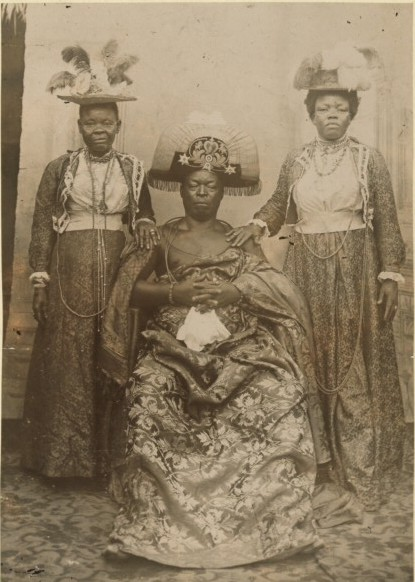
Oba Ovonramwen und seine Frauen im Exil, nach 1900

Als die Briten 1897 im Rahmen einer „Strafexpedition“ Benin eroberten und den Palast des Oba Ovonramwen Nogbaisi in Benin City plünderten, entdeckten sie die fünf Idia-Elfenbeinanhänger in einer Eichentruhe in seinem Schlafgemach. Die Privatgemächer des Oba waren wahrscheinlich die ersten, die geplündert und von den ranghöchsten Offizieren besetzt wurden. Nach der Invasion war der Verbleib der Anhänger zunächst nicht öffentlich bekannt.
Der Leiter der Operationen für die Protektoratsverwaltung, Generalkonsul Ralph Moor (1860–1909), verteilte die Ausbeute der Strafexpedition unter den beteiligten Offizieren. Er selbst beanspruchte dabei die Masken, die später ins British Museum und ins MET gelangten, für sich. Die anderen Masken gingen an Kapitän Henry L. Galway, an den leitenden Arzt des Oil Rivers Protectorate, Robert Allman (1854–1917), und an einen unbekannt gebliebenen Offizier. Diese Vorgehensweise entsprach nicht den Vorgaben des britischen Prisenrechts, wonach die Beute verkauft und der geldliche Gewinn verteilt werden sollte. Das führte dazu, dass in England alles besonders diskret und hinter den Kulissen behandelt wurde.

### Verbreitung in verschiedenen Museen und Sammlungen
1898 wurde ein erster Anhänger in London im Auktionshaus Stevens öffentlich gezeigt. Es war die Maske, die an den unbekannten Offizier gegangen war und die mehr als 60 Jahre später ins Linden-Museum kommen würde. Der Händler William Downing Webster kaufte sie für 20 Pfund, nur um sie kurz darauf für 35 Pfund an General Augustus Pitt-Rivers weiterzuverkaufen. 1900 veröffentlichte Pitt-Rivers einen Katalog seiner Sammlung, der die erste Abbildung des Anhängers enthält. Darin ist sie als männliche Maske beschrieben. Nach Pitt-Rivers Tod war dieser Anhänger im Besitz des Pitt Rivers Museums in Oxford.

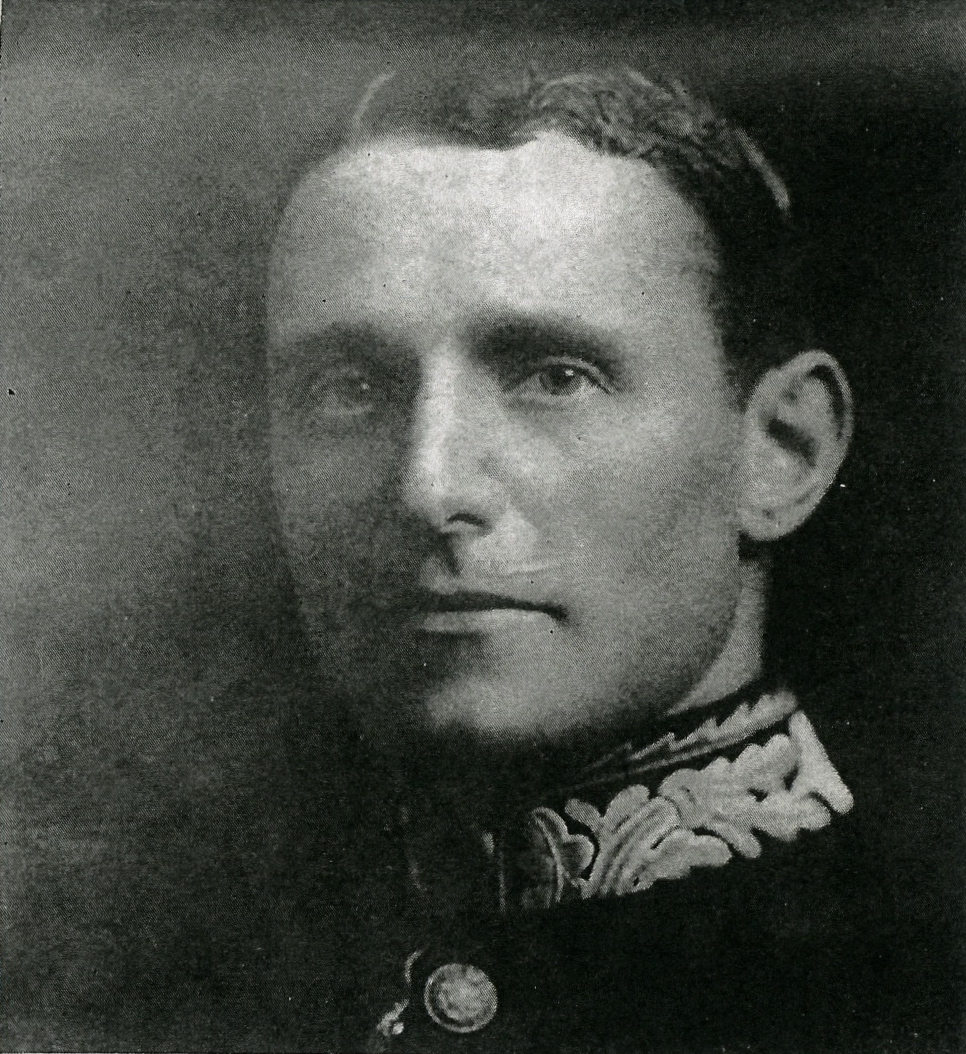
Generalkonsul Ralph Moor

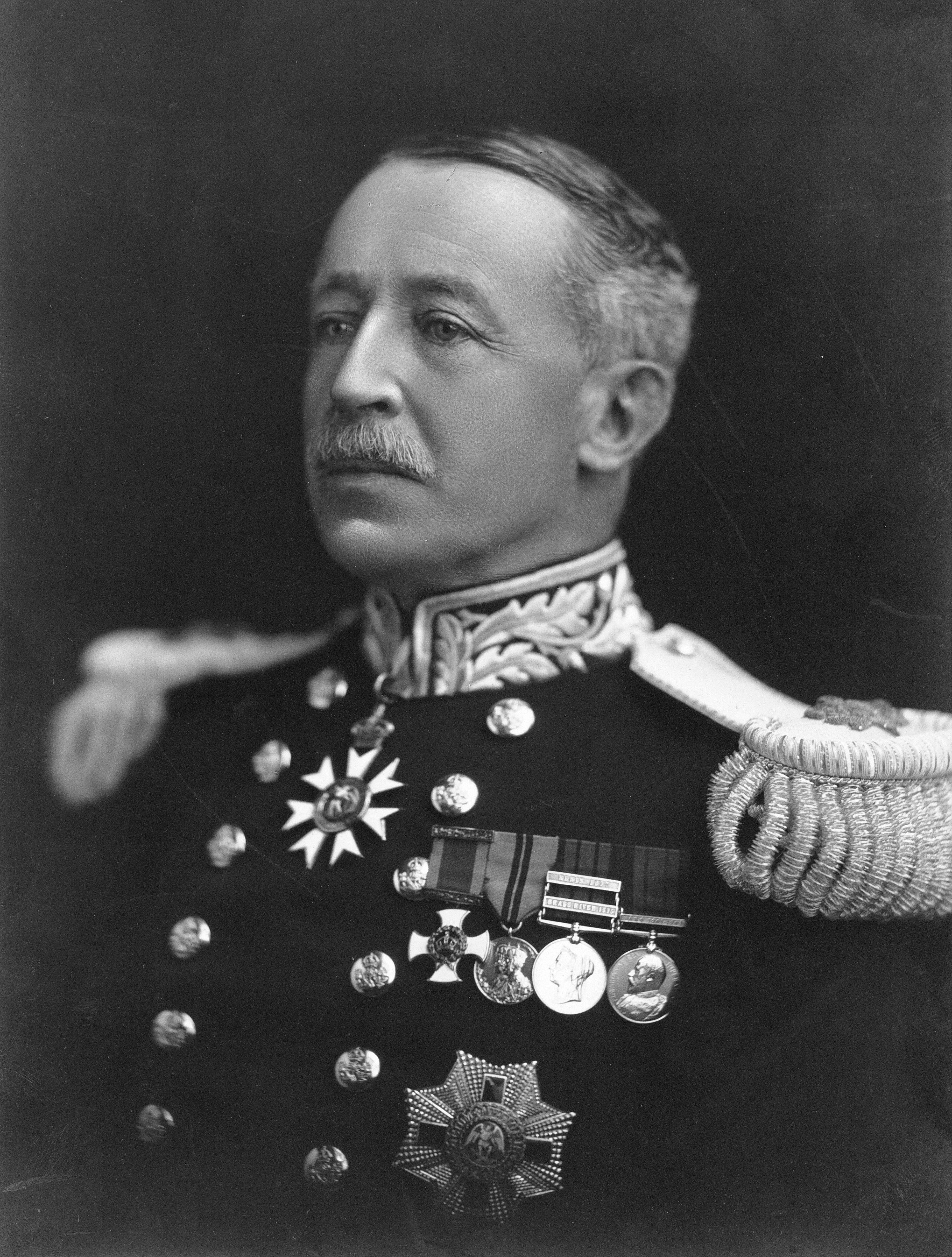
Henry L. Galway, 1919, Gouverneur des australischen Bundesstaats South Australia

Der Leiter der Operationen Moor hatte seine beiden Stücke Vertretern des British Museums gezeigt, aber nicht verkauft. Erst nach seinem Tod im Jahr 1909 kamen sie auf den Markt. Sie wurden von dem Arzt und Ethnologen Charles Gabriel Seligman (1873–1940) erworben, der eine davon für 37,10 Pfund an das British Museum verkaufte. Die letzten beiden Masken verblieben lange Jahre in den privaten Sammlungen von Galway und Altman. Galways Maske wurde 1947 in den Berkeley Galleries in London sowie 1951 in der Arts Gallery des Imperial Institute in London ausgestellt.
1919 veröffentlichte Felix von Luschan sein dreibändiges Hauptwerk über die Artefakte aus Benin. Luschan hatte mehr als 20 Jahre lang den Verbleib der Artefakte aus Benin verfolgt und sich um den Erwerb für deutsche Museen oder zumindest um Informationen und Fotos für seine Veröffentlichung bemüht. Sein Werk zeigt Fotos von drei der Idia-Anhänger – von jenen, die sich damals im Besitz des Pitt Rivers Museum und von Ralph Moor befanden. Er beschrieb sie und stellte Ähnlichkeiten mit einigen Bronze-Masken fest.

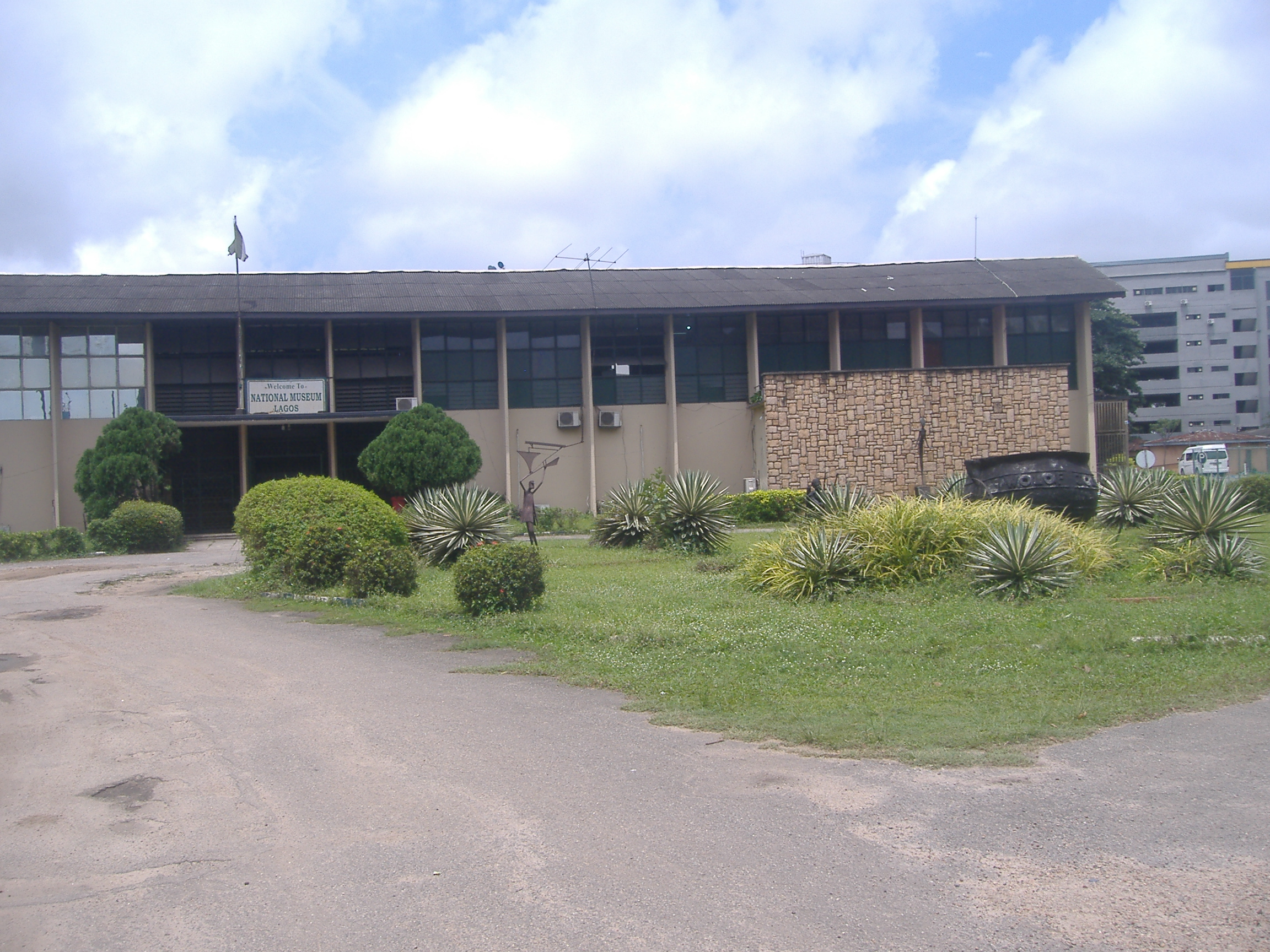
Nigerianisches Nationalmuseum in Lagos

Seligman starb 1940. Danach bemühte sich Kenneth C. Murray (1902–1972), den Anhänger, den Seligman hinterlassen hatte, für das neu gegründete Museum in Nigeria zu erwerben. 1948 bot er Seligmans Witwe 1.000 Pfund an, um den Anhänger zurückzukaufen. Als Vermittler fungierte William B. Fagg (1914–1992), der im British Museum für die ethnographischen Sammlungen zuständig war. Es kam zu keinem Abschluss. Später arbeitete Fagg als Berater für das 1957 eröffnete nigerianische Nationalmuseum.
Trotz dieser Rolle arbeitete Fagg aktiv darauf hin, dass der Seligman-Anhänger an Bedeutung und Wert gewann, wodurch es für Nigeria schwieriger wurde, den Anhänger zu erwerben. Er identifizierte ihn als Darstellung von Oba Ozolua, Idias Ehemann, und sorgte dafür, dass er 1957 auf einer Postkarte der Royal Anthropological Society erschien. Im Anschluss kaufte Nelson Rockefeller den Elfenbeinanhänger für einen Rekordpreis von 20.000 Pfund. Wie vorher verabredet, spendete die Witwe von Seligman einen Teil des Verkaufserlöses an die Royal Anthropological Society, die sonst insolvent geworden wäre. Ab September 1958 wurde der Anhänger in New York ausgestellt. 1974 ging er in den Besitz des Metropolitan Museum of Art in New York über.
Der hohe Verkaufspreis des Anhängers aus Seligmans Besitz führte zu weiteren Verkäufen von Idia-Elfenbeinanhängern. 1960 wurde der Anhänger aus der Allman-Sammlung bei Sotheby’s in London versteigert. Er erzielte ebenfalls einen Verkaufspreis von 20.000 Pfund. Noch im selben Jahr erwarb Katherine White (1929–1980) aus New York den Anhänger, den sie 1981 dem Seattle Art Museum vermachte. 1962 wurde der Anhänger erstmals ausgestellt (im Nelson-Atkins Museum of Art in Kansas City). 1964 verkaufte das finanziell in Bedrängnis geratene Pitt Rivers Museum seinen Anhänger für den noch höheren Preis von 22.000 Pfund an das Linden-Museum in Stuttgart. Die Kunsthistorikerin Felicity Bodenstein bewertete die Verkaufsvorgänge wie folgt:

« En l’espace de six ans, plus de 60 000 livres ont été investis, en Europe et aux États-Unis, dans la vente et l’acquisition de ces objets, sauvant de la faillite deux institutions patrimoniales britanniques. »

„Innerhalb von sechs Jahren wurden in Europa und den USA mehr als 60.000 Pfund in den Verkauf und Erwerb investiert und damit zwei britische Institutionen des Kulturerbes vor dem Bankrott bewahrt.“

Die Familie Galway versuchte im Jahr 2010 den fünften Anhänger über das Auktionshaus Sotheby’s zu verkaufen. Sotheby hatte den Wert auf 4 Millionen Pfund geschätzt. Aus Nigeria heraus wurde eine Online-Petition gegen den Verkauf gestartet. Die Kritik führte dazu, dass das Auktionshaus den Anhänger aus dem Angebot nahm. 2015 erwarb die Al Thani Collection in Paris den Anhänger.
| 1                                                                                      | 2                                  | 3                                       | 4                              | 5                                 |
| -------------------------------------------------------------------------------------- | ---------------------------------- | --------------------------------------- | ------------------------------ | --------------------------------- |
| bis 17. Februar 1897 im Besitz des jeweiligen Oba, zuletzt von Oba Ovonramwen Nogbaisi |                                    |                                         |                                |                                   |
| 1897–1898 Unbekannter britischer Offizier                                              | 1897–1909 Generalkonsul Ralph Moor | 1897–1909 Generalkonsul Ralph Moor      | 1897–1917 Arzt Robert Allman   | 1897–1949 Kapitän Henry L. Galway |
| 1898 Händler William Downing Webster                                                   | 1909 Arzt Charles Gabriel Seligman | 1909–1940 Arzt Charles Gabriel Seligman | 1917–1960 Erben Robert Allmans | 1949–2015 Erben Henry L. Galways  |
| 1898–1900 General Augustus Pitt-Rivers                                                 | Seit 1909 British Museum           | 1940–1958 Witwe von Charles Seligman    | 1960 Unbekannte Person         | Seit 2015 Al Thani Collection     |
| 1900–1964 Pitt Rivers Museum                                                           |                                    | 1958–1974 Nelson Rockefeller            | 1960–1980 Katherine White      |                                   |
| 1964–2022 Linden-Museum                                                                |                                    | Seit 1974 Metropolitan Museum of Art    | Seit 1981 Seattle Art Museum   |                                   |
| 14. Dezember 2022 bis 22. März 2023 im Besitz von Nigeria                              |                                    |                                         |                                |                                   |
| Seit 23. März 2023 im Besitz des Oba Ewuare II.                                        |                                    |                                         |                                |                                   |

### Aktivitäten zur Restitution ab 2010
2010 wurde die Benin Dialogue Group (BDG) von Nath Mayo Adediran, dem Direktor der Museumsabteilung der National Commission for Museums and Monuments (NCMM) in Lagos, und der Ethnologin Barbara Plankensteiner, damals Chefkuratorin am Wiener Weltmuseum, gegründet. Die BDG brachte erfolgreich Akteurinnen und Akteure aus Nigeria und Europa zusammen. 2019 formulierte die BDG nach einem mehrjährigen gemeinsamen Lernprozess „die Vision eines neuen Königlichen Museums“, „um in Benin City die bedeutendsten historischen Artefakte Benins wieder zu vereinen“. Sie erkannte zudem an, dass 1897 kein „Königshausräumungsverkauf“ stattgefunden hatte, sondern eine Plünderung. Im Juli 2022 unterzeichneten schließlich die deutsche Außenministerin Annalena Baerbock und ihr nigerianischer Amtskollege Geoffrey Onyeama eine gemeinsame Erklärung, wonach die deutschen Museen alle Benin-Bronzen ohne Bedingungen an Nigeria zurückgeben. Die Idia-Maske aus dem Linden-Museum gehörte zu den ersten 40 Objekten, die im Dezember 2022 restituiert wurden. Am 14. Dezember 2022 ging die Maske in den Besitz Nigerias über, und am 20. Dezember erfolgte die Übergabe in Lagos.
Am 23. März 2023 übertrug die nigerianische Regierung Oba Ewuare II. die Eigentumsrechte an den Benin-Bronzen, wozu auch die übergebene Idia-Maske gehört. Der Oba kündigte an, dass die Bronzen schließlich in einem königlichen Museum in Benin ausgestellt werden sollen, das in der Nähe seines Palastes gebaut werden soll. Daraufhin wurde in Deutschland bis hin zum Bundestag diskutiert, ob die Rückgabe richtig war, da befürchtet wurde, dass die Kulturgüter der nigerianischen Öffentlichkeit entzogen würden. In einem Interview mit der Stuttgarter Zeitung betonte die Direktorin des Linden-Museums, Inés de Castro, dass sie diese Befürchtung nicht teilt, und verwies auf die Souveränität der afrikanischen Staaten, denen die Kulturgüter gehörten. Sie bedauerte, dass in der Debatte auf alte Narrative zurückgegriffen würde. Afrikanischen Staaten würde die Expertise abgesprochen, sie sagte: „Das zeigt mir, wie wichtig es ist, zu einer veränderten Sichtweise auf den globalen Süden zu kommen. Es braucht ein gesellschaftliches Umdenken. Allein mit der Rückgabe von Objekten oder der Umbenennung von Straßen ist es nicht getan. Wir müssen dahin kommen, dass der Kolonialismus ein selbstverständlicher Teil unserer Erinnerungskultur wird.“ Barbara Plankensteiner, Direktorin des ethnographischen Museums am Rothenbaum in Hamburg, und Hermann Parzinger, Präsident der Berliner Stiftung Preußischer Kulturbesitz, verwiesen darauf, dass die Rückgabe bewusst bedingungslos erfolgte.

## Idia-Maske als Schlüsselsymbol in Nigeria und Afrika

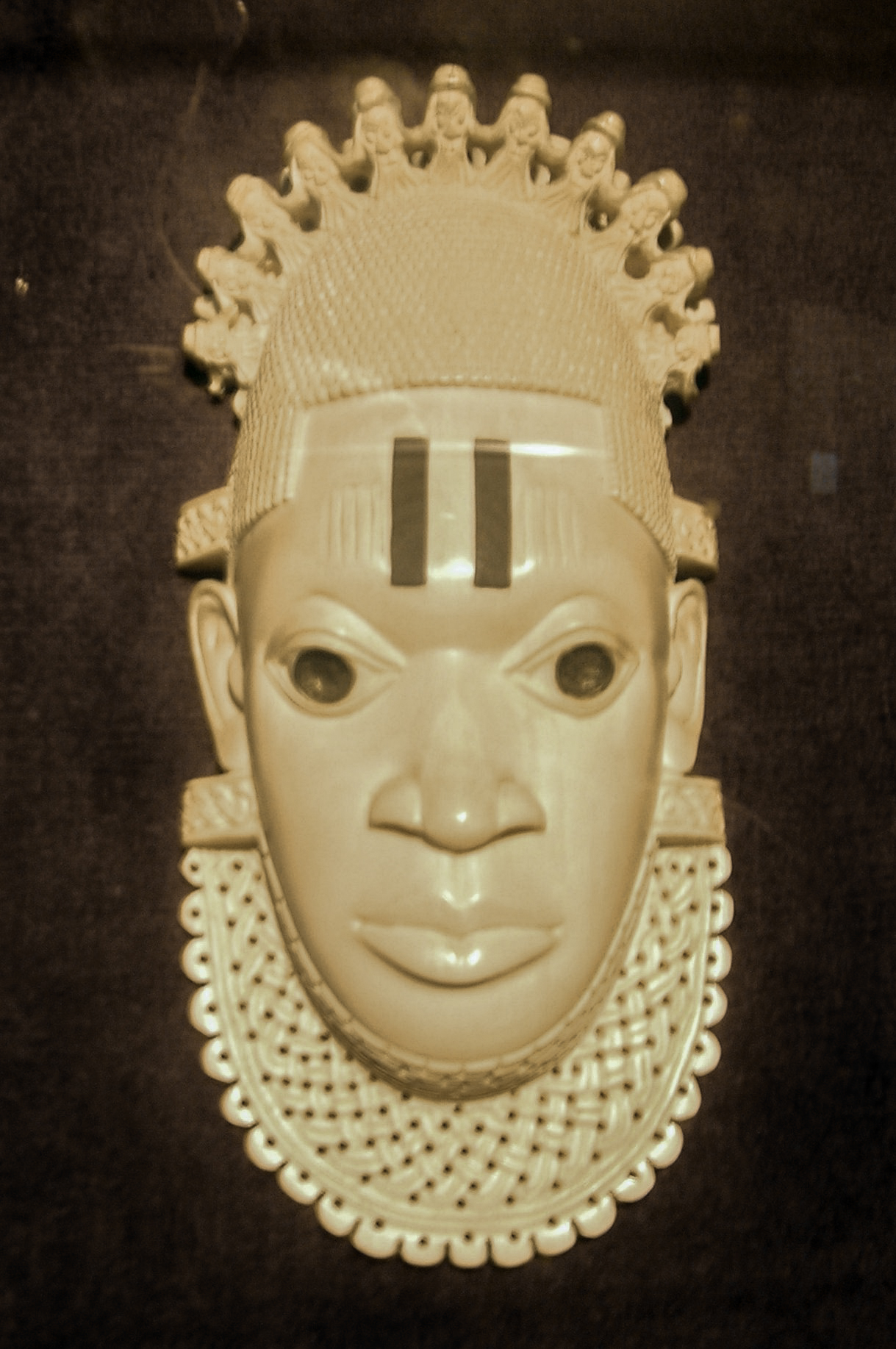
Kopie des Elfenbeinanhängers im British Museum von 1977 im Nigerianischen Nationalmuseum

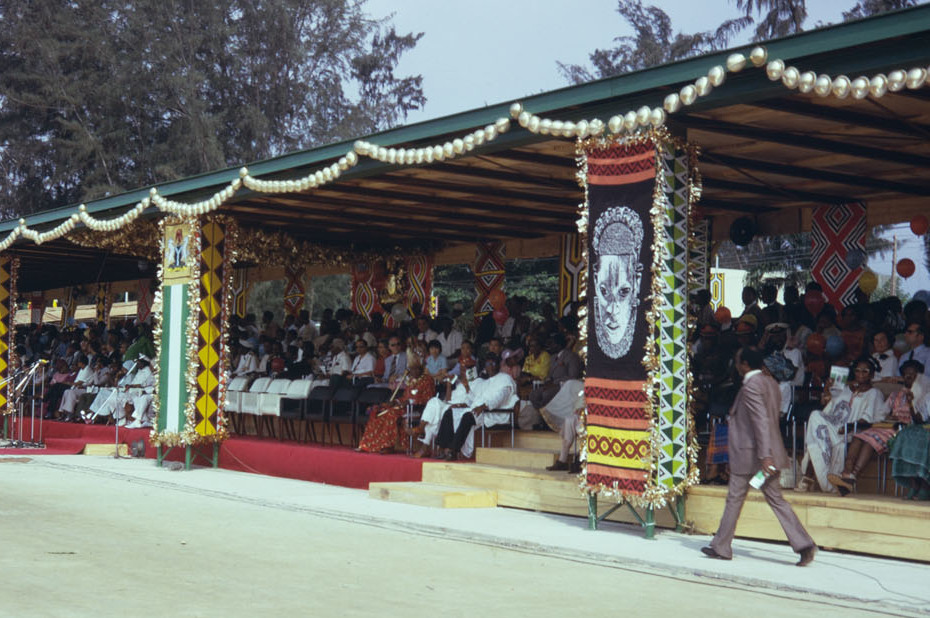
Verwendung des FESTAC-Symbols bei einer FESTAC 77-Veranstaltung

In Nigeria lösten die Verkäufe in den 1950er und 1960er Jahren Enttäuschung aus. Während in Europa die Identifizierung von Idia als dargestellte Person im Jahr 1956 ignoriert wurde, vergrößerte sie das öffentliche Interesse in Benin für die Elfenbeinanhänger stark. Die Anhänger entwickelten sich zu Schlüsselsymbolen der Kultur Benins, später Nigerias und Panafrikas. In Nigeria fand dabei vor allem Beachtung, dass Großbritannien und die Kolonialregierung nicht bereit waren, den Anhänger aus dem British Museum zurückzugeben. Entsprechend richtete sich das Interesse in Nigeria vor allem auf diesen Anhänger. Aus diesem Grund zierte dieser Anhänger 1966 das Titelblatt der Broschüre über das nigerianische Kulturerbe, die anlässlich des ersten World Festival of Negro Arts (FESMAN) in Dakar veröffentlicht wurde.
In den 1970er Jahren machte der Beniner Bildhauer Erhabor Emokpae den Vorschlag, den Anhänger aus dem British Museum als Symbol von FESTAC 77, dem zweiten World Festival of Negro Arts, das 1977 in Lagos in Nigeria stattfinden sollte, zu verwenden. Er reproduzierte den Anhänger als monumentales, vier Meter hohes Holzschild, das vor dem Nationaltheater in Lagos aufgestellt werden sollte. Nigeria stellte beim British Museum einen Ausleiheantrag, der umgehend abgelehnt wurde. Die nigerianische Presse reagierte empört, weshalb das Londoner Außenministerium hinter den Kulissen vergeblich versuchte, eine diplomatische Lösung zu finden. Wegen der Fragilität der Maske verbot sich ein Abguss. Eine Replik konnte nur „Freihand“ erfolgen. Die britische Seite entschied sich gegen eine Kopie, da sie fürchtete, dass die Geste nicht positiv, sondern beleidigend aufgefasst würde. Oba Akenzua II. beauftragte ein Team aus fünf beninischen Bildhauern, anhand von Fotodokumenten eine Replik zu erstellen. Das Ergebnis, das heute vor allem dem Bildhauer Joseph Igbinovia Alufa zugeschrieben wird, wurde wenige Tage vor der Eröffnung von FESTAC ’77 am 3. Januar 1977 präsentiert. Die Kopie wird heute im Nationalmuseum in Lagos ausgestellt.
Die Festivalorganisation machte genaue Vorgaben für die Verwendung des Logos und ermutigte zur kommerziellen Nutzung. Es erschien zu Hunderttausenden auf allen offiziellen Briefköpfen, Eintrittskarten, Faltblättern, Katalogen, Programmen und Plakaten. Dazu hing es auf großen schwarz-goldenen Festivalflaggen und großen Textilbannern in den Promenaden, Paradeplätzen und Stadien in Lagos. Schuhfirmen, Reisebüros und Brauereien verwendeten es in ihrer Werbung, es schmückte Plattencover und war das Motiv auf Briefmarken verschiedener Länder (darunter Brasilien). Die nigerianische Zentralbank verwendete die Maske später sogar als Motiv auf der neuen Ein-Naira-Note. In jeder der offiziellen Veröffentlichungen zu Festac ’77 wurde das Logo von einem Text begleitet, der die kulturelle Bedeutung der Maske und seine Geschichte erläuterte.
Das FESTAC-Symbol fand in ganz Nigeria und Westafrika Anklang. Es wurde in den unterschiedlichsten Materialien und Medien reproduziert (Elfenbein, Metall, Holz, Textilien, Wandbehänge, Drucke, Gemälde). Die Idia-Maske in der Form des FESTAC-Symbols ist zu einem Symbol Afrikas geworden – in Nigeria und Westafrika, in der afrikanischen Diaspora und in der gesamten Welt. Auch die internationale Presse griff das Thema auf und berichtete über die „umstrittene Maske von Benin“ und die Frustration in Nigeria wegen der ausbleibenden großzügigen Geste aus London. 1979 drehte der nigerianische Filmemacher Eddie Ugbomah (1940–2019) den Film The Mask, in dem ein nigerianischer an James Bond angelegter Action-Held die Idia-Maske aus dem British Museum stiehlt.
2005 überreichte der damalige nigerianische Staatspräsident und Präsident der Afrikanischen Union Olusegun Obasanjo anlässlich des Afrikatags dem UNESCO-Generaldirektor Kōichirō Matsuura eine Bronzereplika der FESTAC-Elfenbeinmaske. Sie sei ein Symbol der spirituellen Verbindung aller Menschen afrikanischer Abstimmung und ein Symbol der Widerstandskraft des menschlichen Geistes. Im Nationalmuseum in Benin City sind Fotografien der Elfenbeinanhänger, die sich im British Museum und im Metropolitan Museum of Art befinden, ausgestellt.